# 治信
治信（はるのぶ、生没年不詳）とは、江戸時代の浮世絵師。

## 来歴
ニューオータニ美術館所蔵の肉筆美人画「文見る美人図」（紙本着色）に、「治信筆」の落款と「治信」の朱文方印および印文不明の白文方印が捺されているが、「治信」という人物についてはこの絵のほかに作は知られず、出自経歴も一切不明である。ただしその顔貌表現には、上方で活躍した西川祐信の影響が窺えるという。この「文見る美人図」は宝暦の頃の作とされている。